# ویجی و من
ویجی و من (به انگلیسی: Vijay and I) فیلمی محصول سال ۲۰۱۳ و به کارگردانی سام گاربارسکی است. در این فیلم بازیگرانی همچون موریتس بلایبتروی، پاتریشا آرکت، دنی پودی و مایکل امپریولی ایفای نقش کرده‌اند.